# فضل‌احمد پیمان
سید فضل‌احمد پیمان (زاده ۱۳۲۰ ـ درگذشته ۱  عقرب ۱۳۹۷ متخلص به سوگوار - شاعر، سیاستمدار و حقوق‌دان معاصر افغان اهل هرات و از بانیان شعر مقاومت در افغانستان بود. پیمان به زبان فارسی شعر سروده‌است. وی در روستای ملدان ولسوالی انجیل هرات در خانواده اصالتاً هراتی به‌دنیا آمد.
مهم‌ترین آثار پیمان منظومه‌های شام شهیدان؛ نوای آزادی و توفان خون است که از شاه‌کارهای ادبیات حماسی افغانستان به‌شمار می‌روند.
وی همچنان مؤسس و صاحب امتیاز ماهنامه فروغ انقلاب، نخستین نشریه چاپی در ولایت بادغیس افغانستان و مدیر مسوول ماهنامه پیام همبستگی در ولایت هرات بوده‌است.
پیمان از فعالان عرصه سیاسی در غرب افغانستان است. او در دهه هفتاد خورشیدی رئیس دادستانی ولایت بادغیس بوده و در اوایل دهه هشتاد به عنوان مستوفی ولایت هرات و در اوسط همین دهه به صفت رئیس دادستانی (سارنوالی استیناف) ولایت هرات و مدتی را نیز به عنوان سرپرست ولایت هرات ایفای نقش کرده‌است.
شهرت پیمان اما بیشتر به‌خاطر اشعار و حماسه‌سرایی‌های اوست، پیمان در سرودن انواع گونه‌های شعر فارسی -مانند قصیده، مثنوی، غزل، قطعه، رباعی و ترکیب بند- تبحر داشت. سروده‌های حماسی پیمان به‌ویژه در زمان جنگ افغانستان و شوروی همواره در جبهات جنگ دست‌به‌دست می‌شد و در میان مهاجرین افغان در ایران و پاکستان توسط گروه‌های سرود مدارس و نهادهای فرهنگی در مجالس بزرگ خوانده می‌شد.

## سرگذشت
فضل‌احمد پیمان در ۱۳۲۰ خورشیدی در ولایت هرات افغانستان به دنیا آمد. مدرسه را در روستای ملدان از توابع ولسوالی انجیل آغاز کرد و در کنار آن به آموختن کتاب‌های عربی و دینی پرداخت.
او سرودن شعر را در سن ۱۸ سالگی آغاز کرد و روزهای جوانی اش نیز مصادف بود با جنگ‌های خونین افغانها با شوروی سابق.
در سال ۱۳۴۸ رسماً کارمند حکومت افغانستان شد و تا سال ۱۳۵۷ در پست‌های اداری حقوقی و عدلی در ولسوالی‌های گلران، غوریان، انجیل و کرخ هرات به وظیفه اش ادامه داد و پس از کودتای هفت ثور به اتهام گرایش فکری به ایده‌های مجاهدین افغانستان به‌طور جزایی به ولایت بادغیس موظف شد اما تحت تعقیب استخبارات حکومت افغانستان قرار گرفت و در سال ۱۳۶۰ وظیفه رسمی اش را ترک و به صفوف مجاهدین در بادغیس پیوست و هم‌زمان نشریه فروغ انقلاب را برای مجاهدین دربادغیس تأسیس کرد.
سفر به بادغیس فصل تازه‌ای از زندگی پیمان را در پی داشت. او با ایجاد روابط گسترده فرهنگی از نخستین کسانی بود که زمینه چاپ و نشر به صورت کلاسیک را در ولایت بادغیس آغاز کرد.
پیمان سال‌ها در جبهات مختلف جنگ در بادغیس دوشادوش همرزمانش علیه نظامیان شوروی سابق جنگید و مدتی فرماندهی جنگ در منطقه بند سبزک در دهستان لامان مرز میان هرات و بادغیس را نیز بر عهده داشت.
او تقریباً بیشتر اشعارش را در همین منطقه سروده، جایی که به گفته خودش خون و شعر و آتش با هم برایش مدغم شده بودند.

### درخواست رئیس‌جمهور از پیمان
حین شدیدترین درگیری‌های مجاهدین با نظامیان وابسته به ارتش شوروی سابق نجیب الله احمد زی معروف به دکتر نجیب الله، رئیس‌جمهور وقت افغانستان یکی از نزدیکانش را به نزد پیمان فرستاد و از او خواست تا دست از سرودن چنین اشعاری علیه حکومت بردارد و از این طریق به پست‌های مهم حکومتی دست یابد، اما پیمان نپذیرفت.
پیمان در پی بحران‌های سیاسی مختلف به وجود آمده در افغانستان بارها با خانواده اش مهاجر شد، به گفته خود او، دو بار همراه با خانواده اش به ایران مهاجر شده‌است و چندین بار به گوشه و کنار خود افغانستان.
پیمان مدتی را نیز در کمیته‌های سیاسی مجاهدین افغان در پاکستان گذرانده‌است.
او مدتی نیز در ایران کارمند دفتر سیاسی حزب مجاهدین افغانستان «جمعیت اسلامی افغانستان» بود.
پیمان پس از پیروزی مجاهدین افغانستان به‌عنوان سارنوال (رئیس دادستانی) ولایت بادغیس از سوی اسماعیل خان که در آن‌وقت فرماندهٔی چهار ولایت از جمله بادغیس را نیز به عهده داشت مقرر شد.
پس از تصرف غرب افغانستان بدست طالبان پیمان دوباره به ایران مهاجر شد.

## زندگی‌نامه

### اسارت به دست طالبان
پیمان در سال ۱۳۷۴ هجری خورشیدی از ایران خارج شد و همراه با اسماعیل خان در جبهات جنگ در شمال افغانستان شرکت کرد، سپس او با اسماعیل خان فرمانده ارشد نظامی غرب افغانستان در پی معامله پنهانی جنرال عبدالملک با طالبان در ۲۸ ثور ۱۳۷۶ به دست طالبان در مربوطات شهر فاریاب اسیر شد.
بعد از آن پیمان با تعدادی از همرزمانش در یک اقدام غافلگیرانه موفق شد هنگامیکه طالبان اسرای جنگی را به طرف شهر مزار شریف انتقال می‌دادند، با استفاده از یک فرصت خود را از چنگ آنان نجات دهد. طالبان دیگر همرزمان پیمان از جمله اسماعیل خان را ۳ سال در اسارت داشتند.
پس از سقوط طالبان و بازگشت از ایران او برای مدتی مستوفی هرات شد. و سپس به عنوان رئیس سارنوالی (دادستانی) هرات مقرر شد و سه سال به این وظیفه اش ادامه داد.
پیمان در خلال این وظیفه اش یکبار به عنوان سرپرست ولایت هرات در غیاب اسماعیل خان والی وقت آن ولایت انتخاب شد.

## درگذشت
سید فضل‌احمد پیمان پس از تحمل ۷ ماه بیماری سرطان مغز، روز سه‌شنبه اول آبان‌ماه (عقرب) ۱۳۹۷ در شهر هرات درگذشت.
مرگ پیمان واکنش‌های گسترده‌ای را در سطح محافل فرهنگی و سیاسی افغانستان در پی داشت.
محمد اشرف‌غنی رئیس‌جمهور افغانستان، پیمان را نویسنده‌ای چیره‌دست و چهره برجسته جهادی عنوان کرد و مرگ‌ وی را ضایعه بزرگ خواند.
عبدالله عبدالله رییس‌ اجرایی حکومت وحدت ملی افغانستان، پیمان را شاعر چیره‌دست، نویسنده‌ای توانا و از پیش‌گامان جهاد و مقاومت در غرب کشور خواند که خدمات ارزنده‌ای به جامعه فرهنگی افغانستان انجام داده‌است.
آقای عبدالله با انتشار اعلامیه‌ای گفت که از مرگ پیمان اندوه‌گین شده‌است.
در این اعلامیه اقای عبدالله گفت او (پیمان) با اشعار حماسی و بلند خویش، پیام سلح‌شوری و آزادی‌خواهی را به مجاهدان و مبارزان راه آزادی و استقلال کشور منتقل می‌کرد و اشعار او تأثیر ویژه‌ای در صفوف مجاهدین داشت. استاد پیمان شخصیتی حلیم، بردبار، متواضع و وطن‌دوست بود و تا پایان عمر از کارهای اثرگذار فرهنگی و اجتماعی دست بر نداشت.
صلاح‌الدین ربانی وزیر امور خارجه افغانستان، پیمان را از پیش‌گامان حزب جمعیت اسلامی افغانستان عنوان کرد و گفت او یک عمر در كنار مبارزه و جهاد، برای مردم و كشورش قلم زد و صدای درد و رنج‌های مردمش بود.

## نمونه اشعار
پیمان اولین مجموعه اشعارش شام شهیدان را با مناجاتی برای رهایی سرزمینش از اسارت آغاز کرده‌است:
پیمان در دو مجموعه اشعار نخستش، شام شهیدان و نوای آزادی، بیشتر به بیان شعر حماسی پرداخته اما در مجموعه سوم خود به نام توفان خون، علاوه بر اشعار حماسی اشعار غیر حماسی زیادی نیز دیده می‌شود.
او در شعری زیر عنوان من کیستم در مورد خودش گفته‌است:
| من کیستم شناور بازو شکسته‌ای            |  | در ره‌گذار سیل حوادث نشسته‌ای       |
| غیر از خروش مدهش طوفان سهمگین          |  | نشنیده مژده‌ای، ز لب پی‌خجسته‌ای     |
| دلداده‌ای، فریفته‌ای، در هوای دوست       |  | پیوند مهر از همه عالم گسسته‌ای     |
| آزاده‌ای، ز بار تعلق بسان سرو           |  | مجنون طراز سلسله برپای بسته‌ای     |
| آزرده‌ای، ولی نه به آزار مایلی          |  | دل خسته‌ای، ولیک دلی را نخسته‌ای    |
| مستغنی از سیاست حکام بحر و بر          |  | دریانورد پیر ز جان دست شسته‌ای     |
| در احتضار، عمر به آخر رسانده‌ای         |  | طرفی ز جان‌سپاری خود بر نبسته‌ای    |
| از اهل این زمانه، سزاوار دوستی         |  | کمتر سراغ دیده و بسیار جسته‌ای     |
| از بخت در شکایت و از دهر تنگ‌دل         |  | از آشنا ملول و ز بیگانه خسته‌ای    |
| محروم زیست هر که چو «پیمان» در این وطن |  | یا سیم و زر نداشت یا دار و دسته‌ای |

در اشعار پیمان گونه‌هایی از دوبیتی و رباعی‌های محلی نیز دیده می‌شود. بیشترین اشعاری توسط مردم در روستاها حفظ می‌گردید، دوبیتی‌ها و رباعی شاعر بود.
چند نمونه از دوبیتی‌ها و رباعی‌های سید فضل‌احمد پیمان
| مجاهد! ظلم و بدکاری گناه است |  | ستمگاری و مکاری گناه است   |
| کسی که پیرو اسلام باشد       |  | اگر او را بیازاری گناه است |

| مجاهد چشم مستت را بنازم  |  | جبین حق پرستت را بنازم  |
| خرامان می‌روی در جبهه جنگ |  | کلاشینکوف دستت را بنازم |

| خوشا آهنگ وحدت ساز کردن |  | گره از مشکل خود باز کردن |
| به‌بال اتحاد و همنوائی   |  | به اوج آرزو پرواز کردن   |

| خوشا در رزمگه مردانه مردن |  | غبار از چهره هستی ستردن |
| خوشا جام شهادت نوش کردن   |  | میان سنگر حق جان سپردن  |

| لباس جنگ در برمی‌کنم من |  | به جرئت عزم سنگر می‌کنم من |
| قوای نا بکار شوروی ر   |  | برون از خاک کشور می‌کنم من |

| کلاشینکوف در دستم خدایا |  | به پای بند زر مستم خدایا |
| پی نابودی روس ستمگر     |  | روانه سوی جنگ هستم خدایا |

- بند زرمست از مناطق سخت‌گذر کوهستانی ولایت بادغیس است.

### آثار
از وی سه اثر به نام‌های شام شهیدان و نوای آزادی و توفان خون به چاپ رسیده‌است. دو اثر نخست پیمان به صورت کل نایاب گردیده، اما توفان خون تلفیقی از اشعار دو اثر پیشین و اشعار چاپ نشده اش. توفان خون روز ۱۰ سرطان ۱۳۹۴ توسط انتشارات توانا در هرات چاپ شد.
شام شهیدان نام اولین اثر پیمان است و نوای آزادی دومین اثر اوست که در سال ۱۳۶۸ خورشیدی با تیراژ ۵۰۰۰ جلد در چاپخانه پنگوئن در مشهد مقدس بچاپ رسیده‌است.